# جسر نانبو
جسر نانبو (الصينية المبسطة: 南浦 大桥؛ الصينية التقليدية: 南浦 大橋؛ بينيين: Nánpǔ Daqiao)، يقع في شانغهاي على نهر هوانغبو في الصين، هو جسر معلق بأسلاك فولاذية. يعتبر أكبر جسر من نوعه في الصين عند افتتاحه.